# Észak-atlanti szerződés

A NATO-zászló

Az Észak-atlanti szerződés (más néven a washingtoni szerződés) az Észak-atlanti Szerződés Szervezete (NATO) alapító egyezménye, melynek aláírására 1949. április 4-én került sor Washingtonban. A szerződés politikai célkitűzései, hogy fenntartsa a közös békét és biztonságot, előmozdítsa a stabilitást és jólétet, valamint megőrizze a demokrácia, az egyéni szabadság és jog uralmának közös értékeit.

## Előzmények
A második világháborút követően a nyugat-európai államok úgy érezték, a Szovjetunió konvencionális katonai ereje, valamint a kelet-közép európai országok szovjet érdekszférába való kerülése fenyegetést jelent Európa békéjére, biztonságára és stabilitására. A további szovjet terjeszkedés és egy esetleges katonai támadás ellen való elrettentésképpen tíz nyugat-európai ország, tovább Kanada és az Amerikai Egyesült Államok 1949. április 4-én Washingtonban megalakította az Észak-atlanti Szerződés Szervezetét, a NATO-t.   
A NATO első főtitkárának, Lord Ismay-nek tulajdonított mondás szerint a NATO-t hármas céllal hozták létre: "az oroszokat kint, az amerikaiakat bent, a németeket pedig lent tartani”. Kétségkívül, a világháborúban megrendült nyugat-európai országok, különösen a britek számára valóban fontos volt, hogy az Egyesült Államok jelen legyen Európában és az USA a Truman-doktrína értelmében a szovjetek visszaszorításának politikájához az amerikaiak is belátták, hogy korábbi izolacionista politikájuk feladására van szükség. A szovjet katonai képességeken túl az Egyesült Államok az európai kontinens védelmének denacionalizálásában és egy közös védelmi rendszerré szervezésben látta az esetlegesen kiújuló nemzeti konfliktusok megelőzésének eszközét.     

## A szerződés tartalma
A szerződés egy rövid preambulumból és 14 cikkből áll. A preambulum hitet tesz az Egyesült Nemzetek Alapokmányának céljai és elvei mellett, valamint megjelöli a szerződés által őrizni kívánt elveket, melyek a szabadság, a demokrácia, az egyéni szabadság és a jog uralmának elvei, továbbá hangsúlyozza a felek elkötelezettségét az együttes védelem, valamint a béke és biztonság fenntartására irányuló erőfeszítések iránt.     
A szerződésben a felek megállapodnak, minden esetleges viszályt, konfliktust oly módon rendeznek, hogy a nemzetközi béke és biztonság ne kerüljön veszélybe (1. cikk), és amennyiben bármelyikük területi épségét, politikai függetlenségét vagy biztonságát veszély fenyegeti, akkor tanácskozni fognak (4. cikk). Megegyeztek továbbá, hogy nemzetközi gazdasági politikájukban előremozdítsák a tagországok közötti gazdasági együttműködést (2.cikk), illetve abban, hogy bármelyikük ellen intézett fegyveres támadást, az egész szövetség ellen indított támadásként értelmezik és támogatják a megtámadott felet (5. cikk).
A 9. cikk értelmében a felek egy tanácsot állítanak fel, amelyben "mindegyikük képviselve lesz és amelynek feladata, hogy a jelen Szerződés alkalmazásával kapcsolatos kérdésekkel foglalkozzék". Tehát az Észak-atlanti Tanács (North Atlantic Council) az egyetlen testület a Szövetségen belül, amelynek hatáskörét az Észak-atlanti Szerződésben fektették le. A Szerződés a Tanácsot ruházta fel azzal a felelősséggel, hogy a későbbiekben szükség szerint további segédszerveket hozzon létre, így a NATO szervezeti struktúrája a szerződésben még nem került részletesen lefektetésre.

## Kollektív védelem és az 5. cikk
A NATO alapító szerződésének 5. cikke kimondja lefekteti a szövetség alapelvét, miszerint a NATO egy kollektív védelmet hirdető szövetség, melyben bármely tagállam vagy tagállamok elleni fegyveres támadást úgy értelmeznek, hogy az Egyesült Nemzetek Alapokmányának 51. cikke alapján egyénileg és kollektíven is megteszi a szükséges lépéseket a béke és biztonság helyreállítására. Röviden tehát a támadás akár egy NATO-szövetséges ellen mindenki elleni támadásként fog kezelni a szövetség, ezáltal lefektetve a katonai szövetség elrettentésének az alapját, hiszen a szövetség több állama (Egyesült Államok, Egyesült Királyság és Franciaország) is atomhatalom.
Ugyan a hidegháborút követően a NATO-s stratégiai elképzelések között megjelent a válságkezelés, 2010-ben pedig már megfogalmazódott a kooperatív biztonság stratégiai célkitűzése is, a kollektív védelem a Washingtoni Szerződésben megfogalmazott módon változatlan alapelv és a NATO-tagállamok biztonságpolitikájának sarokköve a hidegháború befejeződésével is.
Az 5. cikk alkalmazására a NATO története során mindössze egyszer került sor, az Egyesült Államokat ért 2001. szeptember 11-ei terrortámadásokat követően. Miután megállapították, hogy a támadásokért az Al-Káida nemzetközi terrorszervezet a felelős, Lord Robertson NATO-főtitkár 2001. október 3-án bejelentette, hogy a támadás kimerítette az 5. cikkben foglaltakat, amely a szövetségnek a nemzetközi terrorizmus elleni fellépéséhez vezetett, beleértve az afganisztáni háborúban való szerepvállalást.

## A szerződés aláírói

A jelenlegi NATO-tagállamok

Animált térkép a NATO bővüléséről

A következő tizenkét állam írta alá a szerződést, akik ezáltal a NATO alapító tagjai lettek. 
- Amerikai Egyesült Államok
- Belgium
- Dánia
- Egyesült Királyság
- Franciaország
- Hollandia
- Izland
- Kanada
- Luxemburg
- Norvégia
- Olaszország
- Portugália

### A Szerződéshez később csatlakozó államok
A 12 alapító tagállamhoz 1949 óta további 19 ország csatlakozott és lett a NATO szövetségének teljes jogú tagja. 
1952-ben: 
- Görögország
- Törökország

1955-ben:
- NSZK

1982-ben:
- Spanyolország

1999-ben:
- Csehország
- Lengyelország
- Magyarország

2004-ben:
- Bulgária
- Észtország
- Lettország
- Litvánia
- Románia
- Szlovákia
- Szlovénia

2009-ben:
- Albánia
- Horvátország

2017-ben:
- Montenegró

2020-ban:
- Észak-Macedónia

2023-ban:
- Finnország

2024-ben:
- Svédország

## A szerződés szövege
E szerződésben részt vevő Felek, újból hitet téve az Egyesült Nemzetek Alapokmányának céljai és elvei mellett és megerősítve abbeli óhajukat, hogy minden néppel és kormánnyal békében éljenek; elhatározva, hogy megőrzik a szabadságot, népeiknek a demokrácia, az egyéni szabadság és a jog uralma elvein alapuló közös örökségét és civilizációját; eltökélve, hogy egyesítik az együttes védelmük, valamint a béke és biztonság fenntartására irányuló erőfeszítéseket; megegyeztek a jelen Észak-atlanti Szerződésben:  

### 1. cikk
A Felek kötelezik magukat arra, hogy az Egyesült Nemzetek Alapokmányának megfelelően minden nemzetközi viszályt, amelybe belekerülhetnek, békés eszközökkel, olyan módon rendeznek, hogy a nemzetközi béke és biztonság, valamint az igazságosság ne kerüljön veszélybe, továbbá hogy nemzetközi kapcsolataikban tartózkodnak az Egyesült Nemzetek céljaival össze nem férő, bármilyen módon megnyilvánuló erőszakkal való fenyegetéstől és erőszak alkalmazásától.

### 2. cikk
A Felek a békés és baráti nemzetközi kapcsolatok további kiszélesítéséhez azzal járulnak hozzá, hogy megerősítik szabad intézményeiket, biztosítják azoknak az elveknek a jobb megértését, amelyeken ezek az intézmények nyugszanak és kifejlesztik a stabilitás és a jólét előmozdítására alkalmas körülményeket. Arra fognak törekedni, hogy nemzetközi gazdasági politikájukban kiküszöböljenek minden ellentétet és bátorítani fogják a bármelyikük és valamennyiük közötti gazdasági együttműködést.

### 3. cikk
A jelen szerződésben kitűzött célok hathatósabb elérése érdekében a Felek külön-külön és együttesen, folyamatos és hathatós önsegély és kölcsönös segítség útján, fenntartják és kifejlesztik egyéni és kollektív védelmi képességüket fegyveres támadással szemben.

### 4. cikk
A Felek tanácskozni fognak egymással valahányszor bármelyikük véleménye szerint a Felek egyikének területi épségét, politikai függetlenségét vagy biztonságát veszély fenyegeti.

### 5. cikk
A Felek megegyeznek abban, hogy egyikük vagy többjük ellen, Európában vagy Észak-Amerikában intézett fegyveres támadást valamennyiük ellen irányuló támadásnak tekintenek és ennél fogva megegyeznek abban, hogy ha ilyen támadás bekövetkezik, mindegyikük az Egyesült Nemzetek Alapokmányának 51. cikke által elismert jogos egyéni vagy kollektív védelem jogát gyakorolva, támogatni fogja az ekként megtámadott Felet vagy Feleket azzal, hogy egyénileg és a többi Féllel egyetértésben azonnal megteszi azokat a intézkedéseket - ideértve a fegyveres erő alkalmazását is -, amelyeket a békének és biztonságnak az észak-atlanti térségben való helyreállítása és fenntartása érdekében szükségesnek tart. Minden ilyen fegyveres támadást és ennek következtében foganatosított minden intézkedést azonnal a Biztonsági Tanács tudomására kell hozni. Ezek az intézkedések véget érnek, ha a Biztonsági Tanács meghozta a nemzetközi béke és biztonság helyreállítására és fenntartására szükséges rendszabályokat.

### 6. cikk
Az 5. cikk alkalmazása szempontjából egy vagy több Fél ellen irányuló támadásnak kell tekinteni fegyveres támadást
- a Felek egyikének területe ellen Európában vagy Észak-Amerikában, vagy a Felek egyikének joghatósága alá tartozó, az észak-atlanti térségben a Ráktérítőtől északra fekvő szigetek ellen vagy a Felek egyikének hajói vagy repülőgépei ellen ugyanebben a térségben;
- a Felek egyikének fegyveres erői, hajói vagy repülőgépei ellen, ha a fenti területeken vagy azokon kívül bármilyen más olyan európai területen tartózkodnak, amelyen az egyik Fél a Szerződés hatálybalépésekor megszálló erőket tart

### 7. cikk
A jelen Szerződés nem érinti és nem értelmezhető úgy, mintha bármi módon is érintené azokat a jogokat és kötelezettségeket, amelyek az Alapokmányból származnak azokra a Felekre, amelyek tagjai az Egyesült Nemzeteknek, nem érinti továbbá a Biztonsági Tanács elsődleges felelősségét a nemzetközi béke és biztonság fenntartásáért.

### 8. cikk
Mindegyik Fél kijelenti, hogy közte és valamely más Fél vagy valamely harmadik állam között jelenleg érvényben lévő nemzetközi kötelezettség egyike sem áll ellentétben ennek a Szerződésnek a rendelkezéseivel, és kötelezi magát arra, hogy nem vállal semmiféle, a jelen Szerződéssel ellentétben álló nemzetközi kötelezettséget.

### 9. cikk
A Felek ezennel egy tanácsot állítanak fel, amelyben mindegyikük képviselve lesz és amelynek feladata, hogy a jelen Szerződés alkalmazásával kapcsolatos kérdésekkel foglalkozzék. A tanácsot úgy kell megszervezni, hogy bármely pillanatban gyorsan összeösszesítsen. A tanács a szükségeshez képest segédszerveket hoz létre, nevezetesen azonnal felállít egy védelmi bizottságot, amely a szerződés

### 10. cikk
A Felek egyhangú megegyezéssel a Szerződéshez való csatlakozásra hívhatnak meg minden más európai államot, amely képes arra, hogy elősegítse a Szerződés elveinek továbbfejlesztését és hozzájáruljon az észak-atlanti térség biztonságához. Minden ekként meghívott állam részesévé válhat a Szerződésnek, ha csatlakozási okiratát az Amerikai Egyesült Államok kormányánál letétbe helyezi. E kormány a Felek mindegyikét értesíti az egyes csatlakozási okiratok letétbe helyezéséről.

### 11. cikk
Ezt a Szerződést a Feleknek saját alkotmányos előírásaiknak megfelelően meg kell erősíteniük és végrehajtaniuk. A megerősített okiratokat, mihelyt lehetséges, az Amerikai Egyesült Államok kormányánál kell letétbe helyezni, amely minden egyes letételről értesíti a többi aláíró Felet. A Szerződés az azt megerősített államok között életbe lép, mihelyt az aláíró államok többsége, közöttük Belgium, Kanada, Franciaország, Luxemburg, Hollandia, az Egyesült Királyság és az Egyesült Államok megerősített okirataikat letétbe helyezték; a többi aláíró állammal a szerződés megerősített okirataik letételének napján lép életbe.

### 12. cikk
A szerződés életbe lépését követő tíz év elteltével vagy bármely későbbi időpontban, a Felek, egyikük kérésére, a Szerződés felülvizsgálása céljából tanácskozni fognak egymással, figyelembe véve az adott időpontban a békét és biztonságot érintő tényezőket az észak-atlanti térségben, ide értve a nemzetközi béke és biztonság fenntartása céljából az Egyesült Nemzetek Alapokmánya értelmében kötött egyetemleges vagy regionális megállapodások fejlődését is.

### 13. cikk
A Szerződés életbelépését követő húsz év elteltével mindegyik Fél kiválhat a Szerződés, éspedig egy évvel azután, hogy a felmondásról értesítette az Egyesült Államok kormányát. E kormány minden egyes felmondott okirat letételéről értesíti a többi Fél kormányát.

### 14. cikk
Ezt a szerződést, amelynek francia és angol szövege egyaránt hiteles, az Amerikai Egyesült Államok kormányának levéltárában kell elhelyezni. E kormány a többi aláíró állam kormányához hitelesített másolatokat juttat el.  

## Kapcsolódó
- Varsói Szerződés
- Brüsszeli szerződés (1948)
- Észak-atlanti Szerződés Szervezete (NATO)

## Külső linkek
- A szerződés szövege angolul
- A szerződés szövege magyarul
- NATO Declassified - The Founding Treaty